# Odontomachus

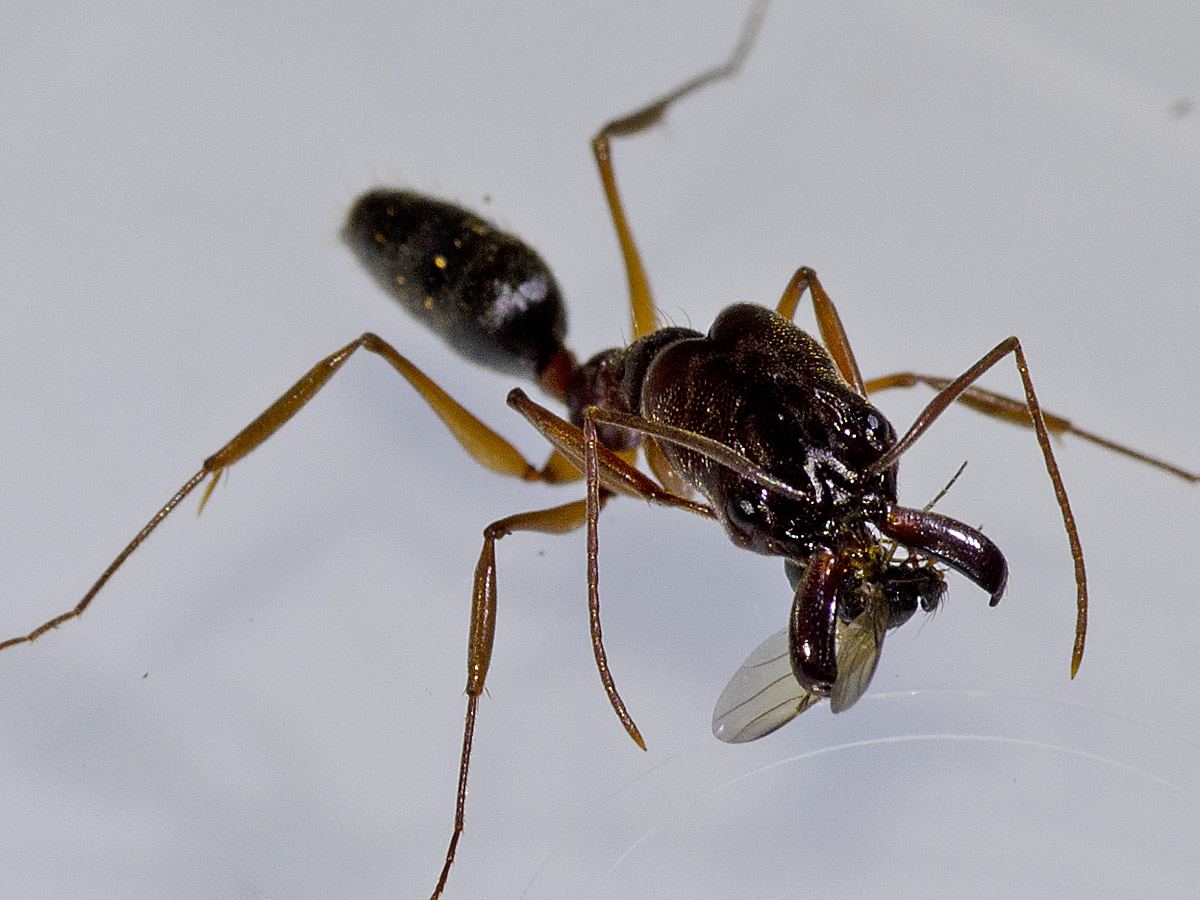
Муравей Odontomachus схватил муху Dohrniphora conlanorum.

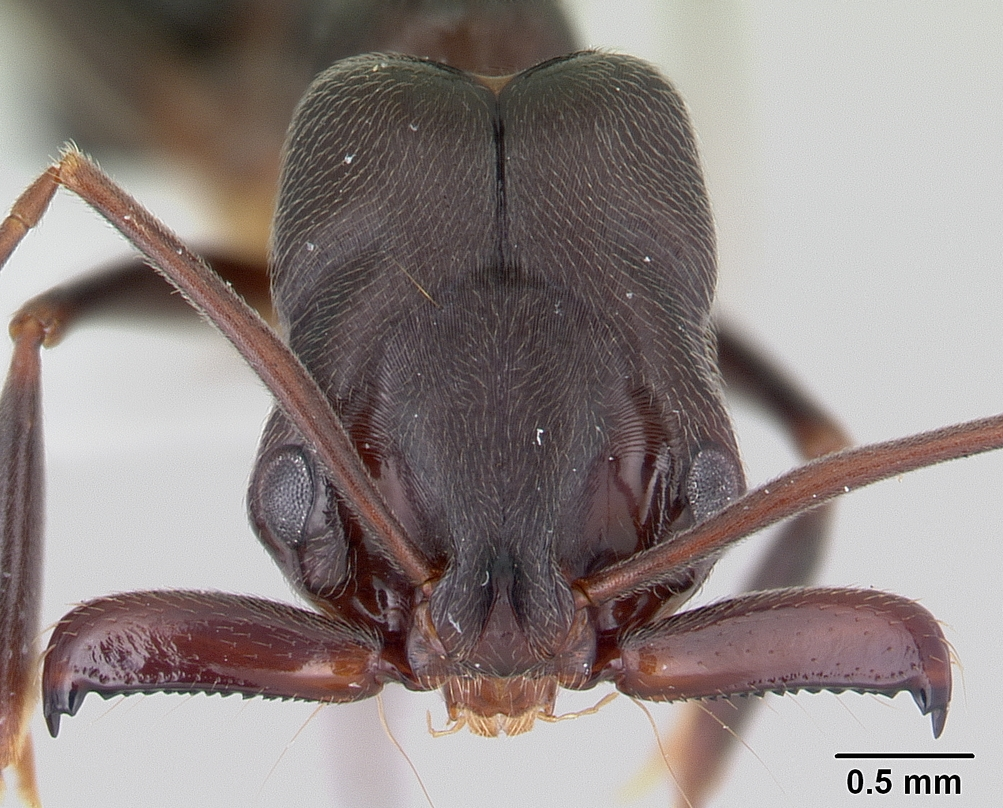
Голова муравья O. troglodytes.

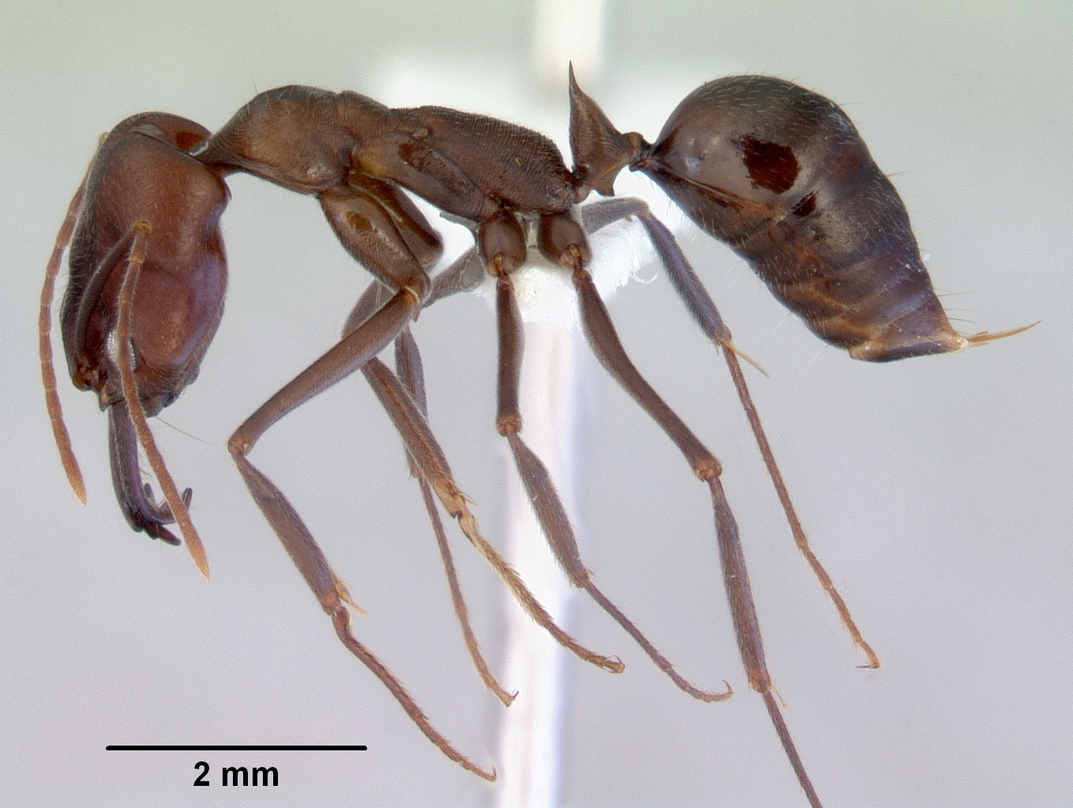
Муравей O. turneri, вид сбоку.

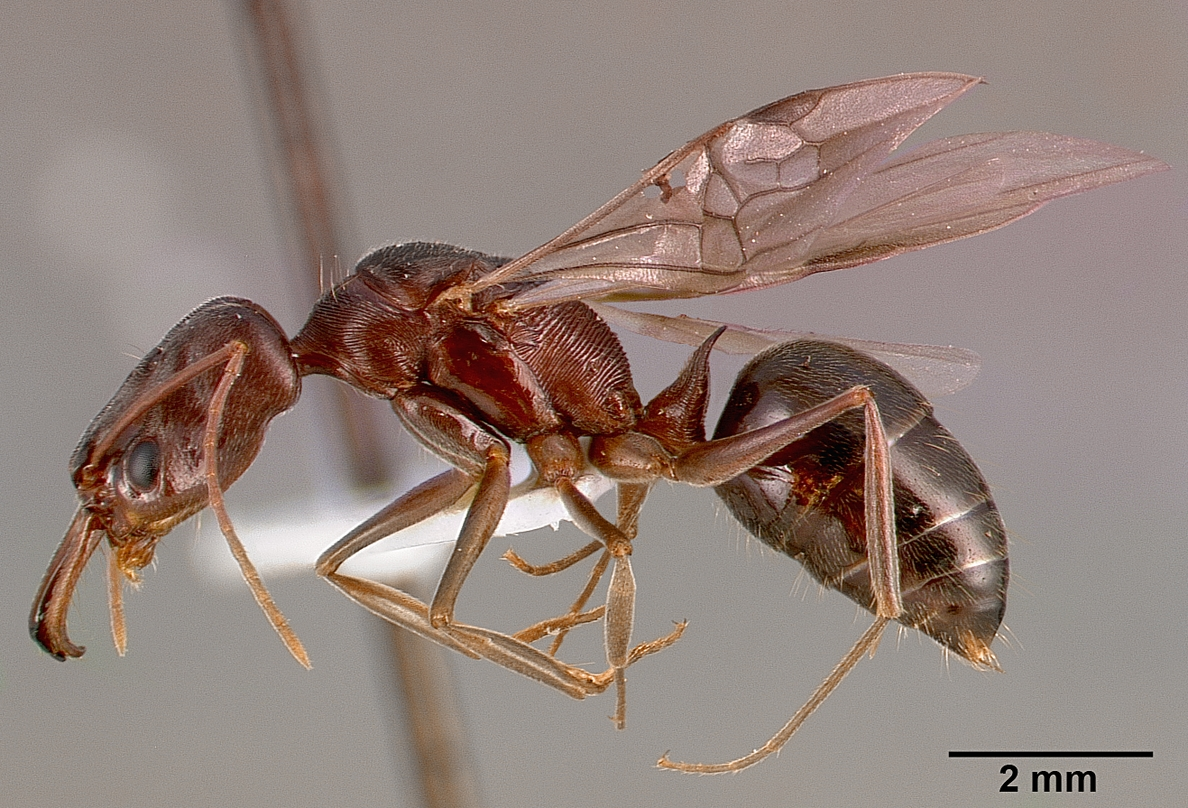
Крылатая самка O. troglodytes.

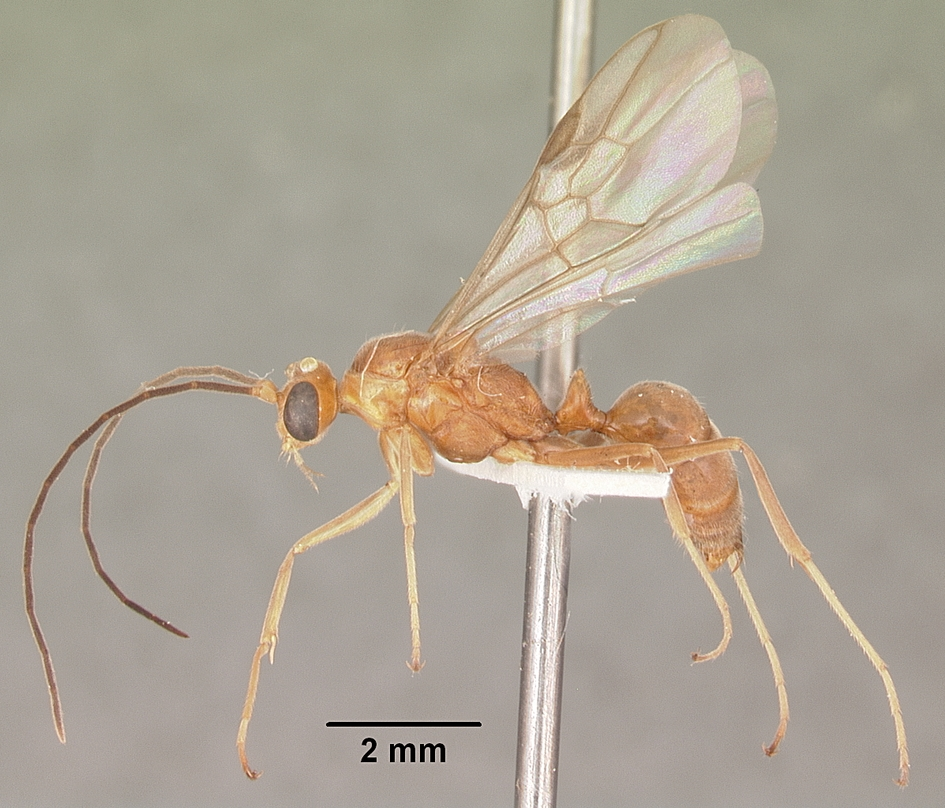
Крылатый самец O. brunneus.

Одонтомахус (лат. Odontomachus, от др.-греч. ὀδοντο- + -μᾰχος «сражающийся зубами») — род муравьёв (Formicidae) из подсемейства Ponerinae, включающий тропических и субтропических понерин с длинными жвалами, мгновенно закрывающимися как капканы.

## Распространение
Род характерен для тропиков и субтропиков Старого Света (Африка, южная и юго-восточная Азия, Австралия) и Нового Света. Наибольшее разнообразие отмечено в Америке (27 видов в Неотропиках) и Азии, в то время как в Африке лишь 2 вида (O. assiniensis и O. troglodytes), а на Мадагаскаре с близлежащими островами три вида (O. coquereli, O. troglodytes, и на Сейшеллах O. simillimus, предположительно интродуцирован). Несколько видов проникают в области с умеренным климатом на юго-запад США, северо-восток Китая, центральную Аргентину.

## Описание
Длина тела о 6 до 20 мм (в среднем около 1 см). Мандибулы прямые и узкие. Окраска от оранжевой до чёрной. Стебелёк между грудкой и брюшком состоит из 1 членика (петиоль), но первый сегмент брюшка не так резко, как у других понерин отделён перетяжкой от остальных. Заднегрудка без проподеальных зубцов (у сходного рода Anochetus они обычно развиты), Усики рабочих и самок 12-члениковые (у самцов 13). Оцеллии отсутствуют, сложные глаза среднего размера. Нижнечелюстные щупики рабочих 4-члениковые (у самцов 6 или 5), нижнегубные щупики состоят из 4 или 3 сегментов (у самцов 4 или 3). Средние и задние голени с 2 шпорами (одной гребенчатой и одной простой). Жало развито. Куколки в коконах.
Odontomachus это один из 4 родов муравьёв, способных к прыжкам, в том числе с помощью мандибул и ног (наряду с Gigantiops, Myrmecia и Harpegnathos).
Личинки муравьев Odontomachus примечательны тем, что обладают длинными шипами и имеют спинные адгезивные (липкие) подушечки для фиксации на внутренних стенках муравьиного гнезда. Это плотоядные, чрезвычайно активные личинки. По-видимому, перед метаморфозом они проходят три личиночные линьки. Их личинки используют субстрат для прядения коконов.

Личинка
Молодая личинка

## Биология
Хищники, охотящиеся на членистоногих (некоторые специализируются на термитофагии). Часть видов имеют трофобиотические отношения с сосущими соки растений равнокрылыми насекомыми или посещают внецветковые нектарники (O. affinis; O. bauri, O. hastatus, O. panamensis; O. troglodytes. Неотропический вид O. chelifer известен как поедающий фрукты и части семян, которые он в конечном счете распространяет. O. laticeps и O. minutus (=O. meinerti) также собирают семена с питательной оболочкой. O. malignus отличается своей привычкой поиска пищи среди кораллов во время отлива. Фуражируют в наземном ярусе. В поисках корма рабочие муравьи O. bauri осуществляют навигацию с помощью визуальных сигналов из верхнего полога леса, а также химические метки. У вида O. troglodytes обнаружена мобилизация соплеменников с помощью тандемного бега.
Размер колоний сильно варьирует в пределах рода. Минимальное численность в 18 рабочих муравьёв отмечена у вида Odontomachus coquereli, а наибольший размер семей в 10000 рабочих обнаружен у вида O. opaciventris. Большинство видов имеет средний размер семей в несколько сотен рабочих муравьёв: колонии O. chelifer содержат от 100 до 650 рабочих, колонии O. rixosus — в среднем 142 рабочих, семьи O. bauri — до 300 рабочих, колонии O. troglodytes — более 1,000 рабочих.
Большинство видов рода Odontomachus имеют типичных крылатых самок и полунезависимый способ основания новых семей, однако вид O. coquereli имеет бескрылых эргатоидных самок и колонии по всей видимости репродуцируются путём деления. У неописанного вида из Малайзии также обнаружены эргатоидные самки, а деление колонии путём почкования отмечено у некоторых других видов. Часть видов Odontomachus имеют в семьях только одну матку (моногиния), но у других известна полигиния, например, у O. assiniensis; O. cephalotes; O. chelifer; O. rixosus; O. troglodytes. Самки O. rixosus демонстрируют набор задач более характерный для рабочей касты, включая фуражировку за пределами гнезда.

## Гнезда и мирмекофилы
Муравьи этого рода строят земляные гнезда (а также древесные и в термитниках), состоящие всего из нескольких крупных камер. Большинство видов гнездятся в почве или в гнилой древесине (например, Odontomachus affinis; O. bauri; O. brunneus, O. clarus, O. relictus и O. ruginodis; O. cephalotes; O. chelifer; O. coquereli; O. erythrocephalus; O. opaciventris; O. rixosus; O. simillimus; O. tyrannicus), некоторые виды гнездятся в покинутых термитниках () или арбореально (например, O. troglodytes; O. brunneus, O. hastatus, и O. mayi; O. bauri и O. hastatus). Гнёзда O. bauri предположительно полидомные ().
Среди паразитоидов обнаружены паразитические наездники (Eucharitidae) видов Chalcura deprivata, Kapala terminalis и Schizaspidia convergens. В гнёздах Odontomachus monticola (Китай) найдены мирмекофильные жуки Pengzhongiella daicongchaoi.

## Генетика
Диплоидный набор хромосом 2n = 30, 32 и 44.
Геном у разных видов рода варьирует в следующих пределах:
- Odontomachus bauri: 0,49 пг (C value)[41]
- Odontomachus brunneus: 0,44 пг (C value)[42]
- Odontomachus cephalotes: 0,43 пг (C value)[43]
- Odontomachus chelifer: 0,54 пг (C value)[44]
- Odontomachus haematodus: 0,51 пг (C value)[45]

## Классификация
Род имеет несколько синонимов (Champsomyrmex Emery, 1892, Myrtoteras Matsumura, 1912, Pedetes Bernstein, 1861) и включает около 70 видов, в том числе, ископаемые.

### Группы видов
Выделяют 13 групп видов.
- Группа Odontomachus assiniensis. Африка, 1 вид
- Группа Odontomachus bradleyi. Южная Америка, 1 вид
- Группа Odontomachus coquereli. Мадагаскар, 1 вид
- Группа Odontomachus cornutus. Южная Америка, 1 вид
- Группа Odontomachus infandus. Юго-Восточная Азия, Океания. Более 10 видов
- Группа Odontomachus hastus. Южная Америка, 1 вид
- Группа Odontomachus haematodus. Повсеместно. Более 20 видов
- Группа Odontomachus malignus. Юго-Восточная Азия, Океания. 2 вида
- Группа Odontomachus mormo. Южная Америка, 1 вид
- Группа Odontomachus rixosus. Юго-Восточная Азия. 8 видов
- Группа Odontomachus ruficeps. Австралия, Меланезия, 3 вида
- Группа Odontomachus saevissimus. Меланезия, 5 видов
- Группа Odontomachus tyrannicus. Меланезия, 3 вида

### Список видов
- Odontomachus aciculatus F. Smith, 1863
- Odontomachus affinis Guerin-Meneville, 1844
- Odontomachus alius Sorger & Zettel, 2011[47]
- Odontomachus allolabis Kempf, 1974
- Odontomachus angulatus Mayr, 1866
- Odontomachus animosus Smith, 1860
- Odontomachus assiniensis Emery, 1892
- Odontomachus banksi Forel, 1910
- Odontomachus bauri Emery, 1892 (Центральная и Южная Америка)
- Odontomachus biolleyi Forel, 1908
- Odontomachus biumbonatus Brown, 1976[1]
- Odontomachus bradleyi Brown, 1976
- Odontomachus brunneus (Patton, 1894)
- Odontomachus caelatus Brown, 1976
- Odontomachus cephalotes F. Smith, 1863 (Индонезия, Австралия)
- Odontomachus chelifer (Latreille, 1802)
- Odontomachus chicomendesi França, Fernandes & Lattke, 2024[3]
- Odontomachus circulus Wang, 1993[49]
- Odontomachus clarus Roger, 1861
- Odontomachus coquereli Roger, 1861
- Odontomachus cornutus Stitz, 1933
- Odontomachus cupreus  França, Fernandes & Lattke, 2024[3]
- Odontomachus davidsoni Hoenle, Lattke & Donoso, 2020[50]
- Odontomachus desertorum Wheeler, 1915
- Odontomachus dubius França, Fernandes & Lattke, 2024[3]
- Odontomachus erythrocephalus Emery, 1890
- Odontomachus floresensis Brown, 1976[1]
- Odontomachus fulgidus Wang, 1993[49]
- Odontomachus granatus Wang, 1993[49]
- Odontomachus haematodus (Linnaeus, 1758) (Южная Америка, интродуцирован в Австралию, около 1876)
- Odontomachus hastatus (Fabricius, 1804)
- Odontomachus imperator Emery, 1887
- Odontomachus infandus Smith, 1858
- Odontomachus insularis Guérin-Méneville, 1844
- Odontomachus kuroiwae (Matsumura, 1912)
- Odontomachus laticeps Roger, 1861
- Odontomachus latidens Mayr, 1867
- Odontomachus latissimus Viehmeyer, 1914
- Odontomachus malignus Smith, 1859
- Odontomachus meinerti Forel, 1905
- Odontomachus montanus Stitz, 1925
- Odontomachus monticola Emery, 1892
- Odontomachus mormo Brown, 1976[1]
- Odontomachus nigriceps Smith, 1860
- Odontomachus opaciventris Forel, 1899
- Odontomachus opaculus Viehmeyer, 1912
- †Odontomachus paleomyagra Wappler, Dlussky, Engel, Prokop & Knor, 2014[51][52]
- Odontomachus panamensis Forel, 1899
  - =Odontomachus mayi Mann, 1912[3]
- Odontomachus pangantihoni Zettel & Sorger, 2023[53]
- Odontomachus papuanus Emery, 1887
- Odontomachus peruanus Stitz, 1933
- Odontomachus philippinus Emery, 1893
- †Odontomachus pseudobauri (De Andrade, 1994)[46]
- Odontomachus relictus Deyrup & Cover, 2004[34]
- Odontomachus rixosus Smith, 1857
- Odontomachus ruficeps Smith, 1858
- Odontomachus rufithorax Emery, 1911
- Odontomachus ruginodis Smith, 1937
- Odontomachus saevissimus Smith, 1858
- Odontomachus scalptus Brown, 1978
- Odontomachus schoedli Sorger & Zettel, 2011[47]
- Odontomachus scifictus Sorger & Zettel, 2011[47]
- Odontomachus silvestrii W.M. Wheeler, 1927
- Odontomachus simillimus F. Smith, 1858
- †Odontomachus spinifer De Andrade, 1994[46]
- Odontomachus spissus Kempf, 1962
- Odontomachus sumbensis Brown, 1976[1]
- Odontomachus tensus Wang, 1993
- Odontomachus testaceus Emery, 1897
- Odontomachus troglodytes Santschi, 1914
- Odontomachus turneri Forel, 1900
- Odontomachus tyrannicus Smith, 1859
- Odontomachus xeta  França, Fernandes & Lattke, 2024[3]
- Odontomachus xizangensis Wang, 1993[49]
- Odontomachus yucatecus Brown, 1976[1]

## Мандибулы и прыжки

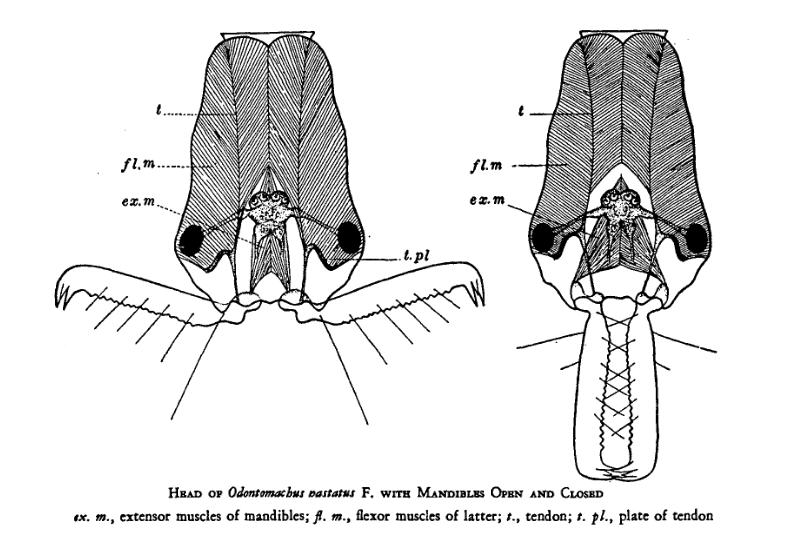
Голова O. hastatus

Рабочий O. haematodus

Эти муравьи имеют длинные, узкие и быстро закрывающиеся верхние челюсти.
У муравья Odontomachus bauri зафиксирована рекордная для животных скорость защёлкивания мандибул: от 126 до 230 км/час, за 130 микросекунд. С помощью челюстей, муравей может прыгать на высоту до 20 см.
Сходный механизм челюстей развит у близкого рода Anochetus.

## Мирмекоморфия
У прыгающих пауков рода Enoplomischus (Salticidae) наблюдается сходная внешняя форма задней части тела (Мимикрия).